# Джонатан Рувалькаба
Джонатан Рувалькаба (1 березня 1991) — мексикансько-домініканський стрибун у воду.
Учасник Олімпійських Ігор 2020 року.
Призер літньої Універсіади 2011 року.